# اندرو نیکلاس
اندرو نیکلاس (انگلیسی: Andrew Nicholas؛ زادهٔ ۱۰ اکتبر ۱۹۸۳) بازیکن فوتبال اهل بریتانیا است.
از باشگاه‌هایی که در آن بازی کرده‌است می‌توان به باشگاه فوتبال سوئیندون تاون، باشگاه فوتبال لیورپول، باشگاه فوتبال بارو، باشگاه فوتبال منزفیلد تاون، باشگاه فوتبال واکسول موتورز، و باشگاه فوتبال روترهام یونایتد، باشگاه فوتبال واکسول موتورز، و باشگاه فوتبال مارین اشاره کرد.